# Třída Kamome
Třída Kamome byla třída pobřežních protiponorkových hlídkových lodí Japonských námořních sil sebeobrany. Skládala se ze tří jednotek, provozovaných v letech 1957–1977. Jednalo se o mírně upravenou verzi třídy Kari. Některé prameny ji považují za její součást.

## Stavba
Celkem byly v letech 1956–1957 postaveny tři jednotky této třídy. Zatímco první a třetí jednotku postavila loděnice Uraga Dock v Uraga, druhou postavila loděnice v Kure.
Jednotky třídy Kamome:
| Jméno           | Založení kýlu   | Spuštěna          | Vstup do služby | Status                   |
| --------------- | --------------- | ----------------- | --------------- | ------------------------ |
| Kamome (PC-305) | 27. ledna 1956  | 3. září 1956      | 14. ledna 1957  | vyřazen 1. prosince 1977 |
| Cubame (PC-306) | 15. března 1956 | 10. října 1956    | 31. ledna 1957  | vyřazen 14. května 1977  |
| Misago (PC-307) | 27. ledna 1956  | 1. listopadu 1956 | 11. února 1957  | vyřazen 1. prosince 1977 |

## Konstrukce
Čluny byly vybaveny stejnou elektronikou a vybavením jako předchozí třídy Kari. Pro úsporu hmotnosti byly nástavby a stěžeň vyrobeny z hliníkové slitiny, trup z tenkých ocelových plátů SM41W a ostatní části z vysokotažné oceli. Komín byl velmi malý a nízký. 
Čluny byly vybaveny námořním vyhledávacím radarem AN/SPS-5B (pracujícím v pásmu X), střeleckým radarem Mk.63 GFCS (Gun Fire Control System) a trupovým sonarem SQS-11A. Vyzbrojeny byly dvěma 40mm kanóny Bofors Mk.1 v jednohlavňové lafetaci a jedním salvovým vrhačem hlubinných pum Mk.10 Hedgehog s 96 náložemi (celkem čtyři salvy). Doplňovaly jej dva vrhače hlubinných náloží typu 55 a dva spouštěče hlubinných pum typu 54. Oba byly umístěny na bocích zádě. Celkem pro ně bylo neseno 36 hlubinných pum. 
Pohonný systém tvořily dva diesely Mitsui-Burmeister & Wain 635VBU-45 o celkovém výkonu 2000 hp, pohánějící dva lodní šrouby. Nejvyšší rychlost dosahovala 20 uzlů.